# Карбаускис, Миндаугас
Ми́ндаугас Карба́ускис (лит.  Mindaugas Karbauskis; род. 28 января 1972, Найсяй, Шяуляйский район) — театральный режиссёр, художественный руководитель Театра им. Вл. Маяковского (с мая 2011 по март 2022). Лауреат многочисленных премий и наград, в том числе «Золотая маска», «Хрустальная Турандот», «Триумф».

## Биография
В 1994 году окончил театральный факультет музыкальной академии Литвы (Мастерскую Эгле Габренайте).
В 2001 году, на год раньше, чем его однокурсники-режиссёры, экстерном, окончил режиссёрский факультет ГИТИС (мастерская Петра Фоменко).
За время учёбы поставил «Русалку» А. С. Пушкина и «Гедду Габлер» Г. Ибсена.
В 2001—2007 годах работал режиссёром в Театре-студии п/р Олега Табакова.
В 2009—2011 годах работал в РАМТе.
С мая 2011 по март 2022 года был художественным руководителем Московского академического театра имени Владимира Маяковского.
В 2017—2021 годах вёл свою мастерскую на актёрском факультете ГИТИСа, которую окончили 19 выпускников.

### Детство
Родился 28 января 1972 года, в посёлке Найсяй, Шауляйского района, в Литовской ССР.
Отец Миндаугаса — Чесловас Карбаускис — выпускник Литовской сельскохозяйственной академии, в период СССР был председателем колхоза, а мама Нийоле Карбаускене работала педагогом-дефектологом.
У Миндаугаса есть старший брат Рамунас и младшая сестра Юрга.
Раннее детство Карбаускис провел в своей родной деревне Найсяй и в городе впервые оказался только тогда, когда пошёл в первый класс.
Родители Карбаускиса были театралами и часто брали с собой в театр сына:

«Они меня с 10 лет в Москву с собой брали и всюду водили по театрам. Я это просто ненавидел. Я не очень-то увлекался театром, но родители меня туда силком загоняли. Кстати, у мамы с „Маяковкой“ связано такое воспоминание: она ещё в ту пору, когда худруком был Андрей Гончаров, пришла в театр и переобулась перед началом в туфельки. Но в зале не было мест, и ей пришлось весь вечер стоять. В результате ноги отекли, и после спектакля она даже не смогла снова надеть сапоги. Тогда „Маяковка“ была очень популярным местом».
— Миндаугас Карбаускис
Будучи школьником, Карбаускис, по собственному признанию, любил читать стихи и уделял большое внимание русскому языку, участвовал в школьной олимпиаде по этому предмету. Ходил в художественную школу в Шяуляе.

### Литовский период
В 1990 году Карбаускис окончил школу и поступил в Музыкальную академию Литвы на театральный факультет, мастерскую Эгле Габренайте. Когда Карбаускис учился на третьем курсе, в Литву, на фестиваль Life, приехала мастерская Петра Фоменко. Они показали в Учебном театре Театральной академии свой спектакль по А. Н. Островскому «Волки и овцы». В спорах с друзьями о природе таланта Миндаугас настаивал, что за легкостью и вдохновением стоит школа. И эту школу он решил в будущем постичь.
В 1994 году окончил учёбу в Академии.
В 1996 году участвовал в организации гастролей театра Маяковского в Вильнюсе. Режиссёр театра Маяковского Татьяна Ахрамкова, приехавшая на гастроли с театром, посоветовала юноше ехать в Москву и поступать на режиссёрский факультет к Петру Наумовичу Фоменко.
Время после окончания учёбы и отсутствие постоянной работы в Литве сам Карбаускис вспоминает так:

«Три года я практически сидел без работы и пришел в полное отчаяние, словом, было необходимо что-либо решать относительно дальнейшей жизни. Вообще в Литве очень маленький театральный рынок и если женщина может выйти замуж, родить детей и забыть про актёрство, то для мужчины понять в 40-45 лет, что он лишь артист, и денег заработать не в силах, — настоящая трагедия. Кино в Литве нет, у театров бюджеты ограниченны, к тому же их не больше восьми, что не соответствует количеству выпускаемых каждый год артистов. Некоторые подрабатывают на телевидении, но для этого нужен особый талант. Возможно, окажись я в России сразу же после училища, моя судьба сложилась бы иначе. В Литве же наш курс вообще нигде не ждали. У преподавателей не было театров, в которые они могли бы порекомендовать своих студентов. Конкурсов, подобным московским, когда можно прийти в любой театр в определенные дни и показать себя, в Литве не практикуют. Так что дорога в храм искусства была непонятна» 

В Литве как артист Карбаускис снялся в фильме 1996 года «Žemės ar moteries (Земли или женщины)» режиссёра Альгиса Матулёниса.
В 25 лет Карбаускис едет в Лондон, чтобы, по собственным словам: «рассмотреть западный мир и разобраться в себе, подумать, как быть дальше». Возвращается оттуда через три месяца и едет в Москву, поступать на актёрско-режиссерский факультет к П. Н. Фоменко, который набирал курс в ГИТИСе.

### Учёба в Москве(ГИТИС)
В 1997 году Миндаугас Карбаускис поступает на актёрско-режиссёрский курс к П. Н. Фоменко.
Преподаватели курса были режиссёры: Сергей Васильевич Женовач и Евгений Борисович Каменькович.
Среди однокурсников Миндаугаса были будущие актёры: Евгений Цыганов, Ирина Пегова, Павел Баршак, Никита Зверев, Максим Литовченко, Иван Оганесян, Наталия Курдюбова, Екатерина Крупенина, Олег Нирян, Алексей Колубков; а также будущие режиссёры: Василий Сенин и Николай Дручек.
О своём поступлении на курс к П. Н. Фоменко Миндаугас Карбаускис рассказал так:

Вот театр — это про «самое-самое». Про что-то сокровенное. Во время поступления, перед третьим туром, мне сообщили, что я не поступил. Создался образ такого здорового, не очень умного, может, это и правда, себе на уме парня, который, наверное, по ошибке пришёл на эту режиссуру поступать. Неотзывчивый, сложный. И я ещё отказывался читать по-актерски. И вот Тертелис, выпускник мастерской, спускается вниз и говорит, что меня не берут: «Не знают, что с этим краснощёким парнем делать. Какой-то он здоровый прям». И я иду ва-банк. У меня была задача: выйти на сцену и поступить всё-таки. Мне нужен был один шанс. Я вышел и прочёл «Страх» Чехова. Текст такой: «Когда я лежу на траве и смотрю на козявку, которая только что родилась, мне становится страшно…» и т. д. Сделал я это на уровне неимоверной сокровенности, и они попадали со стульев. Это — истинный театр, когда человек говорит что-то такое «самое-самое». А люди, в защите от этого, — падают со смеху. Смеются от неожиданного проявления «самого-самого». Я верю в театр, где человек все-таки, время от времени, исповедуется, оголяется. Может, кому-то сложно сделать это духовно, и тогда они буквально снимают одежду. Я тогда поступил сразу же. В искусстве существует только одна вещь, если ты скажешь правду, или что-то «самое-самое» из глубины — это и есть истина. Всё. И к тебе никаких претензий, ни от кого и никогда. Если человек искренен — он с твоей совестью говорит, он делает что-то и твоя совесть уже болит, когда ты не можешь ему ответить тем же..

Первый дипломный спектакль, который Карбаускис поставил в 1999 году в ГИТИСе, был «Русалка», по поэме А. С. Пушкина.
Режиссёр Леонид Хейфец так вспоминает о первой студенческой работе Карбаускиса:

«…Не помню уже, в каком году это было, но хорошо помню, как мы смотрим очередной студенческий показ мастерской Фоменко. Самостоятельная работа какого-то пацана… Александр Сергеевич Пушкин — «Русалка». И вдруг приходишь в ошеломление. Боже мой, как это сделано?! Совершенно не похоже ни на что предыдущее. И тут же лезешь в программку и запоминаешь фамилию — Карбаускис…»

В 2000 году вышел второй дипломный спектакль Карбаускиса — «Гедда Габлер» по пьесе Генрика Ибсена. Гедду играла Наталия Курдюбова, а роль Эйлерта Левборга — сам режиссёр.
Вместо пяти лет Карбаускис учился на режиссёра четыре года, так как закончил обучение в ГИТИСе на год раньше, экстерном. И тогда же, летом, будучи на отдыхе, получил звонок от своего педагога — Евгения Каменьковича, что нужно срочно приехать в Москву, есть предложение о работе. Олег Табаков искал молодого режиссёра для театров, которыми руководил, увидел в ГИТИСе студенческую работу Карбаускиса «Гедду Габлер», которая ему очень понравилась, и обратился за рекомендациями к педагогам курса П.Н. Фоменко, которые и посоветовали попробовать Карбаускиса. Так, сразу после окончания ГИТИСа, Миндаугас получил приглашение работать в МХТ им. Чехова и в Табакерке (Театре под руководством О. Табакова).

### Работа в Москве (2001—2007)
Первой работой Карбаускиса в Московском театре-студии под руководством О. Табакова был спектакль по пьесе Торнтона Уайлдера «Долгий рождественский обед». Премьера состоялась 05 ноября 2001 года.
Через полтора месяца, 25 декабря 2001 года, Карбаускис выпускает в МХТ им. Чехова спектакль «Старосветские помещики» по повести Николая Васильевича Гоголя. Этот спектакль стал первой премьерой на Малой сцене в Камергерском переулке МХТ им. Чехова. Роль Пульхерии Ивановны исполняла Полина Медведева, позже — Юлия Полынская, а Афанасия Ивановича — Александр Семчев. Спектакль играли до 2018 года, почти 17 лет. Жанр спектакля режиссер обозначил как «Сочинение по повести». Карбаускис сам сделал инсценировку. В спектакле мало декораций и почти нет слов — вся история не рассказана, а дана в ощущениях под звук владимирского рожка. Гоголь упомянул, что на стеклах окон помещиков всегда звенело множество мух. Режиссёр Карбаускис найдет повод, чтобы вечно сонный комнатный мальчик (Никита Зверев) процитировал знаменитое арлекиновское лацци с мухой. «В облике и поведении „старосветской“ челяди нет поначалу никакой зловещести. Дворовые девки и комнатный мальчик изображают упоминаемых в тексте гусей, тихонько подворовывают, дурачатся, — в общем, являют собой радость жизни. Но они же оказываются и равнодушными могильщиками, засыпающими землёю свою хозяйку и бесцеремонно начинающие управлять домом после её кончины. Бездна смерти не может их ужаснуть, ибо им не явлена полнота жизни. Они относятся ко всему функционально: проголодался — накормим, умер — похороним». — написала театральный критик Марина Давыдова для газеты «Время новостей». А Алексей Филиппов (газета «Известия», 08.01.2002) так опишет финал спектакля: «Потеряв любимую, толстый человек страдает — при виде еды стискивает рот, его кормят насильно. Когда он тянется к еде, его дразнят, не доносят ложку до рта — без злого умысла, просто так, для забавы. Сундук, на котором он сидит, отодвигают к стене (Афанасий Иванович мешает мыть пол), и толстяк сидит, уткнувшись лицом в угол. Речь здесь идет о трагедии человека, ни у кого не вызывающего зла, но мешающего всем одним своим присутствием. Девки и комнатный мальчик будут петь, играть, забавляться друг с другом и передвигать Афанасия Ивановича, чтобы он им не мешал. Потом все кончится — Пульхерия Ивановна придет из лучшего мира на пуантах и уведет его с собой».
Второй премьерой Карбаускиса в театре Табакова и третьей вообще — был спектакль «Лицедей» по пьесе австрийского писателя Томаса Бернхарда. Пьеса была написана в 1984 году, но в Москве она никогда не ставилась. Карбаускис стал первым, кто поставил по ней спектакль, ставший бенефисом Андрея Смолякова. Премьера состоялась в подвале на улице Чаплыгина, 15 мая 2002 года. Спектакль шёл до 2019 года, почти 17 лет. В подзаголовке спектакля стояло: «Комедия, которая на самом-то деле трагедия, или наоборот».
Работу в театре режиссёр недолгое время совмещает с преподавательской деятельностью в РАТИ-ГИТИС, преподавая на курсе своего бывшего педагога — Сергея Женовача.
Когда Олег Табаков предложил Карбаускису поставить спектакль по пьесе Майкла Фрейна «Копенгаген», то режиссер сначала отказался:

«Мне больше нравится что-то исследовать для себя, а не просто выдавать готовый продукт. Часто бывает: мне предлагают что-то поставить, я отказываюсь. Например, от пьесы, если не я ее выбрал. Так было с „Копенгагеном“, который нашёл Табаков. Я отказался принципиально. Мне предложили ещё раз. Я понял, что пьесу эту поставить не смогу. Вот тогда согласился».
— Миндаугас Карбаускис
Премьера спектакля «Копенгаген» состоялась в МХТ им. Чехова 25 февраля 2003 года. Это был первый спектакль Карбаускиса, поставленный им на большой сцене. Пьеса английского писателя Майкла Фрейна, написанная в 1998 году, повествует о встрече в разгар Второй мировой войны отцов квантовой механики: физика Нильса Бора (играл Олег Табаков) и его ученика, официально работавшего на Третий рейх Вернера Гейзенберга (Борис Плотников) — осенью 1941 года. Тогда, в 1941-м году, Бор едва не выгнал любимого ученика, испугавшись, что тот вооружит Гитлера ядерной бомбой. Потом Бор окажется в Америке и будет иметь непосредственное отношение к тем бомбам, что упали на Хиросиму и Нагасаки, а Гейзенберг так и не одарит фашистов страшным оружием, саботируя свою работу под видом незнания, как выяснилось впоследствии, липового. «Дело, однако, не просто в реабилитации Гейзенберга, но в еще одной попытке решить извечный вопрос: что в конечном счете важнее — достижения человеческой мысли или мораль?» — написала театральный критик Нина Агишева в «Московских новостях».
Дальше Карбаускис снова ставит в Театре под руководством О.Табакова. Премьера его спектакля «Синхрон» по пьесе швейцарского драматурга Томаса Хюрлимана состоялась 24 июня 2003 года в рамках программы «Экспериментальные и молодежные постановки» V Международного театрального фестиваля им. А. П. Чехова.
24 января 2004 года, там же, Карбаускис первым в России поставил спектакль по роману Уильяма Фолкнера «Когда я умирала», написанный в 1930 году. В романе и в спектакле семья Бандрен везет гроб с телом матери за сорок миль, в город Джефферсон, центр фолкнеровского мира: покойница Адди Бандрен (роль исполняла Евдокия Германова) велела мужу Ансу Бандрену (Сергей Беляев) хоронить её только там. Везут десять дней, преодолевая разлившуюся реку и атаки полчищ грифов, которые летят на запах разлагающегося трупа, река разлилась, мулы утонули, дочь Бандрена, Дюи Делл беременна; один из сыновей, Вардаман (Александр Яценко) безумен; другой, Кеш (Алексей Усольцев), станет калекой; третий, Дарл (Андрей Савостьянов), преступником; а тело в гробу разлагается, и люди уже шарахаются от запаха. А ехать надо. Центральный монолог романа — монолог Адди Бандрен возникает, когда её уже почти довезли до Джефферсона: «Кто знает грех только по словам, тот и о спасении ничего не знает, кроме слов», «Смысл жизни — приготовиться к тому, чтобы долго быть мертвым» и «Слова бесполезны; слова не годятся даже для того, для чего они придуманы» За роль Адди Бандрен актриса Евдокия Германова получила номинацию на премию «Золотая маска» — «Лучшая женская роль». А сам режиссёр спектакля получил две «Золотые маски» — за «Лучший спектакль в драме, малая форма» и за «Лучшую работу режиссера». Также в 2004 году спектакль удостоен премии «Хрустальная Турандот» как лучший спектакль года.
18 мая 2004 года в театре Табакова (шёл на сцене МХТ им. Чехова) Карбаускис выпустил спектакль «Дядя Ваня» по одноимённой пьесе А. П. Чехова. Профессора Серебрякова играл Олег Табаков, Елену Андреевну — Марина Зудина, Соню — Ирина Пегова, Войницкую — Ольга Барнет, Войницкого — Борис Плотников, Астрова — Дмитрий Назаров.
Спектакль был номинирован на «Золотую маску» в пяти номинациях, а Ирина Пегова за роль Сони стала лауреатом в номинации «Лучшая женская роль».
Спустя четыре года после гитисовской премьеры «Гедды Габлер», в декабре 2004 года, Миндаугас воскрешает студенческий спектакль как полноценную часть афиши уже «фоменковского театра». Главную роль снова играла Наталия Курдюбова, а Левборга (в студенческом спектакле играл сам режиссер) — Максим Литовченко.
После Карбаускис снова ставит в Театре Табакова. Спектакль «Рассказ о семи повешенных» — по повести Леонида Андреева, которую писатель посвятил Льву Николаевичу Толстому. Премьера — 25 ноября 2005 года. В повести и в спектакле речь идет о террористах, приговоренных к смерти за готовившееся покушение на сановную особу. «Режиссёр и артисты не разбираются в заблуждениях героев и не судят их поступки, оставляя за каждым выстраданное право распорядиться личным мигом своим на Земле» — написала театральный критик Ольга Харитонова. 

«И не смерть страшна, а знание ее; и было бы совсем невозможно жить, если бы человек мог вполне точно и определенно знать день и час, когда умрет». — (Леонид Андреев, «Рассказ о семи повешенных»)
 Спектакль получил три номинации на «Золотую маску»: «Лучший спектакль малой формы», «Лучшая работа режиссёра», «Лучшая работа художника-постановщика» (Мария Митрофанова) и стал лауреатом специальной премии жюри «Золотой маски» — «Приз критиков и журналистов». Также Миндаугас Карбаускис стал лауреатом премии «Хрустальная Турандот» (лучший спектакль 2006 года), получил Золотой диплом Московского театрального фестиваля в номинации «Лучший спектакль» и Московскую театральную премию СТД РФ «Гвоздь сезона».
Следующий спектакль "ПОХОЖДЕНИЕ, составленное по поэме Н. В. Гоголя «Мертвые души» был поставлен Карбаускисом 7 апреля 2006 года в театре Табакова по поэме Николая Васильевича Гоголя «Мёртвые души». Режиссёр сам сделал инсценировку. Чичикова играл Сергей Безруков. Название спектакля у Карбаускиса схоже с тем, которое в 1842 году (именно тогда увидела свет первая публикация поэмы) присвоила книге «высочайшая цензура» — «Похождения Чичикова, или Мёртвые души». Работая над спектаклем, Миндаугас впервые сотрудничает с художником Сергеем Бархиным.
Последний спектакль Миндаугаса Карбаускиса в театре Табакова — «Рассказ о счастливой Москве» был поставлен по недописанному и не самому известному роману Андрея Платонова «Счастливая Москва» (1933—1936), который был опубликован только в 1991 году. Премьера спектакля состоялась 29 апреля 2007 года. Режиссёр в который раз обратился к тексту, который никогда ранее не ставился на сцене и сам сделал инсценировку, сохранив платоновский язык в неприкосновенности. Спектакль получил пять номинаций на «Золотую маску» и выиграл две: «Лучшая работа режиссёра» и «Лучшая женская роль» (Ирина Пегова).

### Возвращение как режиссёра (РАМТ)
После ухода из МХТ и «Табакерки» в 2007 году, Миндаугас Карбаускис почти три года не выпускал спектакли. Трехгодичный отпуск он объяснял так:

«Не работать длительный период — это в некотором роде моя очередная творческая задумка. В молодости я уже был безработным. После окончания актерского факультета я не получил приглашений на работу. Трёхлетняя пауза у меня уже была. Но в тот раз она была вынужденная, а в этот раз — осознанная. Можно замечательно жить не работая — поверьте мне. И даже извлечь пользу. Но наступает момент, когда думаешь: а нужен ли ты? Встаёт вопрос самоактуализации. Иногда, честно скажу, было очень страшно. А с другой стороны, не хотелось сдаваться».

Возвращение Карбаускиса как режиссёра произошло в Российском академическом молодёжном театре (РАМТ) и в который раз с таким материалом, который ранее не ставился в России.
Художественный руководитель РАМТ Алексей Бородин о знакомстве с Карбаускисом вспоминал так:

«Я его знал как режиссёра и очень ценил. Однажды он пришел на „Берег Утопии“, который ему понравился, и он зашел ко мне это сказать. Тут я в него и вцепился. Затем последовал долгий период нашего общения (очень для меня полезный), мы планировали какой-нибудь его спектакль на следующий сезон. Но однажды он пришел, и я увидел, что с ним что-то произошло. Оказывается, он обнаружил повесть Мераса „Вечный шах“ и находился под таким впечатлением, что готов был сразу начать. Через несколько недель они уже репетировали. Мы со своей стороны создавали ему все условия».

В России произведение «Ничья длится мгновение (Вечный шах)» было почти неизвестно — книга была впервые опубликована в СССР в 1963 году и переиздавалась только раз — в начале 2000-х. Ицхокас Мерас родился перед войной в Каунасе, в еврейской семье. И, как все его родственники, должен был погибнуть в еврейском гетто, но Мераса спасли литовские крестьяне, ставшие его приёмной семьей. Став писателем, Мерас сочинил роман о том, как 17-летний Исаак Липман играет в шахматы с комендантом гетто Шогером. Если Исаак выиграет — погибнет, но будут спасены дети, живущие в гетто. Проиграет — выживет, но детей увезут. Сделает ничью — останется в живых, и дети останутся в гетто. У Исаака последний ход. Два варианта — ничья или выигрыш. И выбор Исаака — сознательный выбор смерти. Инсценировку написал сам режиссёр, выбрав линию Авраама Липмана, отца семейства. Премьера состоялась 9 февраля 2010 года. Спектакль получил премию СТД РФ «Гвоздь сезона» и три номинации на театральную премию «Золотая маска»: «Лучший спектакль малой формы», «Лучшая работа режиссёра» и «Лучшая мужская роль (Авраам Липман — Илья Исаев)». А 6 декабря 2010 года в Кремлёвском Дворце Федерация еврейских общин России объявила режиссёра спектакля «Ничья длится мгновение» Миндаугаса Карбаускиса «Человеком года 5770» в номинации «Театр». Ему вручили статуэтку «Скрипач на крыше» израильского скульптора Франка Мейслера, созданную специально для этой церемонии.
Второй спектакль Миндаугаса Карбаускиса в РАМТе — «Будденброки» — по одноимённому роману немецкого писателя Томаса Манна. Режиссёр стал первым, кто поставил спектакль по этой книге в России. Премьера состоялась 23 января 2011 года. Карбаускис сам сделал инсценировку 600-страничного произведения, выбрав линии Тома и Тони Будденброков. За три часа, что длится спектакль, на сцене проходит несколько десятилетий, а в семье Будденброков сменяются три поколения. Спектакль «Будденброки» стал лауреатом премии им. К. С. Станиславского в номинации «Событие сезона», лауреатом зрительской премии «ЖЖивой театр» в номинации «Режиссёр: новая волна» и получил четыре номинации на премию «Золотая маска».

### Художественное руководство вМосковском академическом театре им. Вл. Маяковского
19 мая 2011 года по просьбе актёров Миндаугас Карбаускис становится художественным руководителем Московского академического театра имени Вл. Маяковского.
Сам Карбаускис о своём назначении сказал так:

«Свободным художником, конечно, быть удобнее. Но, видите ли, какое дело — меня позвали артисты этого театра, и я согласился. Меня же сюда худруком не чиновники назначили, меня выбрали. Не министерство и не Департамент культуры привели меня сюда. Меня позвала труппа. Когда Михаил Филиппов и Игорь Костолевский позвали абсолютно незнакомого им режиссера — это был храбрый поступок. Для меня он свидетельство мудрости людей, которые выбирали по репутации, а не по знакомству. Это ведь невероятно, что пригласили режиссера, с которым никогда вместе не работали, никогда не пересекались. Позвали абсолютно незнакомого человека, у которого в этом театре не было „своих“, не было друзей, не было даже добрых знакомых. Такого ведь не бывает. По-моему, это редкий случай в местной театральной истории, как ни пафосно это звучит. И мне кажется, что такие смелые поступки себя, в конечном счете, всегда оправдывают. Это доверие людей к тебе — оно обязывает…»

С приходом Карбаускиса в театре сразу становится много работы: приглашаются молодые режиссёры, выпускается много премьер. Актёры, которые не играли долгие годы — получают работу. С приходом в январе 2012 года нового директора театра, Леонида Вячеславовича Ошарина, утверждается проект филиала на Сретенке, и, наконец, делается косметический ремонт театра летом 2012 года. С 2012 по 2015 годы были поставлены спектакли по пьесам драматурга Саши Денисовой, которые она специально написала для театра Маяковского: «Маяковский идёт за сахаром» (режиссёр Алексей Кузмин-Тарасов), «Девятьподесять» (спектакль, приуроченный к 90-летнему юбилею театра в 2012 году), «Декалог на Сретенке» (оба — режиссёр Никита Кобелев).
Под художественным руководством Карбаускиса в театре Маяковского впервые на российской сцене поставлены спектакли: «Любовь людей» (по пьесе Дмитрия Богославского, режиссёр Никита Кобелев), «На чемоданах» (по пьесе Ханоха Левина, режиссёр Александр Коручеков), «Бердичев» (по пьесе Фридриха Горенштейна, режиссёр Никита Кобелев), «Человек, который принял жену за шляпу» (по роману Оливера Сакса, режиссер Никита Кобелев), «В.О.Л.К. Вот она любовь какая» (по роману Василия Ивановича Аксёнова «Десять посещений моей возлюбленной», режиссёр Светлана Землякова).
Выпускаются также и детские спектакли: «Мама-кот» (по сказке Луиса Сепульведы, режиссёр Полина Стружкова), «Фабрика слов» (по сказке Аньес де Лестрад, режиссёр Ольга Лапина), «Малыш и кот» (совместный проект театра Маяковского и БЭБИ ЛАБ).
Помимо художественного руководства, Карбаускис и сам ставит спектакли как режиссёр. 21 января 2012 года в театре Маяковского состоялась первая его премьера в качестве художественного руководителя театра — спектакль по пьесе А. Н. Островского «Таланты и поклонники». Сашу Негину сыграла Ирина Пегова — приглашенная актриса из МХТ имени Чехова, а её мать Домну Пантелеевну — Светлана Немоляева. Вневременные костюмы будут придуманы Натальей Войновой. И сама история в спектакле — «вневременная», как потом напишут критики, в частности, Дина Годер в статье «Интриганы и ригористы» («Московские новости»). За эту работу режиссёр получил премию «ЖЖивой театр» в номинации «Режиссёр года: новая волна» и стал лауреатом премии «Звезда театрала» в номинации «Лучший режиссёр», сам спектакль стал лауреатом X Московской театральной премии «Гвоздь сезона» в 2012 году, а Светлана Немоляева в 2013 году стала лауреатом премии «Золотая маска» в номинации «Лучшая роль второго плана» за роль Домны Пантелеевны.
Второй премьерой Миндаугаса в театре Маяковского, состоявшейся 13 ноября 2012 года, стал спектакль «Господин Пунтила и его слуга Матти» по пьесе Бертольда Брехта. Эта пьеса впервые была поставлена на российской сцене, в СССР спектакли по ней шли только в Прибалтике. За постановку «Господин Пунтила и его слуга Матти» Миндаугас Карбаускис получил премию «ЖЖивой театр» в номинации «Режиссёр года: новая волна».
Третий спектакль Карбаускиса «Кант» по пьесе Марюса Ивашкявичюса стал первой совместной работой режиссёра и литовского драматурга. Премьера состоялась 17 декабря 2013 года. Действие в спектакле совершается приблизительно в ноябре 1784 года в Кёнигсберге (Восточная Пруссия), Принцессинштрассе 3, в доме, принадлежащем Канту. Режиссёр Карбаускис и сценограф Сергей Бархин решили сыграть спектакль в камерном пространстве, рассчитанном всего на 160 зрителей. Зрительный зал совмещен с игровым пространством, расположенным в центре и огражденным алым шестигранником, в котором находится стол с сидящими за ним действующими лицами. Места для зрителей окружают сцену амфитеатром, как в университетской аудитории. В спектакле показан обед с Кантом (Михаил Филиппов): камзолы, напудренные парики, канделябры со свечами. А действие начинается первой репликой слуги Мартина (Анатолий Лобоцкий): «Суп на столе!». Обеды у Канта и в реальной жизни начинались с этой сакраментальной фразы. Спектакль «Кант» получил Гран-при Московской театральной премии СТД РФ «Гвоздь сезона» (сезон 2013/2014). А также стал номинантом театральной премии «Звезда театрала» (2014) и вошёл в Лонг-лист премии «Золотая маска».
Следующий свой спектакль, премьера которого состоялась 21 февраля 2015 года, Миндаугас Карбаускис посвятил своему учителю Петру Наумовичу Фоменко. Он поставил ту самую толстовскую пьесу «Плоды просвещения» на той самой сцене театра Маяковского, где долгие годы шёл одноимённый спектакль его учителя — с 1984 по 2004 год. Игорь Костолевский, игравший у Фоменко сына Звездинцева, у Карбаускиса играет отца семейства Звездинцевых, которого в спектакле Фоменко играл в свое время Александр Лазарев. Михаил Филиппов и Галина Анисимова при новом распределении сохранили свои старые роли — профессора Кругосветова и Толстой барыни. Светлана Немоляева, игравшая Анну Павловну Звездинцеву, в новом спектакле сыграла кухарку. Спектакль стал участником XI Международного театрального фестиваля «Сезон Станиславского» (Московская программа) и вошёл в Лонг-лист премии «Золотая маска».
Дальше Карбаускис снова работает с Марюсом Ивашкявичюсом. И сотрудничество получилось почти случайным. Карбаускис собирался ставить «Анну Каренину», а в это время Ивашкявичюс писал пьесу о Льве Толстом. Карбаускис предложил совместить работу. Так родилась пьеса «Русский роман» — о писателе Льве Толстом, но не вполне «биографическая», потому что задействованы в ней как реальные, так и вымышленные персонажи из произведений Льва Толстого, прежде всего из «Анны Карениной». Пьеса была написана литовским драматургом впервые на русском языке по заказу театра Маяковского и впервые поставлена — Карбаускисом. Премьера спектакля состоялась 23 января 2016 года. Спектакль получил три театральные премии «Золотая маска»: «Лучший драматический спектакль большой формы», «Лучшая женская роль (Евгения Симонова)», «Лучшая работа драматурга (Марюс Ивашкявичюс)». Также в 2016 году спектакль получил пять театральных премий «МК» и премию СТД РФ «Гвоздь сезона» в 2017 году.
Летом 2017 года Карбаускис возвращается к преподавательской деятельности и набирает актёрский курс в ГИТИСе. Конкурс к режиссёру был 900 человек на место — самый высокий конкурс среди театральных вузов.
Творческое сотрудничество Карбаускиса и Ивашкявичюса продолжилось спектаклем об иммиграции — «Изгнание», где герои — наши современники, а сам текст основан на реальных историях. Пьеса, написанная драматургом на литовском языке, была переведена Юрием Ефремовым. Карбаускис стал первым в России, кто поставил спектакль по этому тексту — ранее постановки по этой пьесе Ивашкявичюса шли только в Прибалтике. Премьера состоялась 3 февраля 2017 года. В этом же году спектакль завоевал премию «Звезда театрала» в номинации «Лучший спектакль малой формы» и премию «Золотая маска» 2018 года в номинации «Лучшая мужская роль» (Вячеслав Ковалев). В «Золотой маске» спектакль так же был номинирован: «Лучший спектакль в драме, малая форма», «Лучшая работа режиссёра», «Лучшая работа художника», «Лучшая работа драматурга», «Лучшая женская роль второго плана» (Анастасия Дьячук), «Лучшая мужская роль второго плана» (Иван Кокорин).
После Миндаугас Карбаускис снова обращается к русской классике. 21 декабря 2018 года состоялась премьера его спектакля «Обломов» по одноимённому роману Ивана Александровича Гончарова. Режиссёр сам сделал инсценировку, сделав акцент на взаимоотношениях Ильи Ильича Обломова со своим слугой Захаром и с Ольгой Ильинской. В спектакле играют всего пять артистов. Обломова играет Вячеслав Ковалёв, его слугу Захара — Анатолий Лобоцкий. Отсутствие Штольца в спектакле сам режиссёр объяснил так:

«Он (Гончаров) в романе дает много ответов. Но нам это не актуально. Мы хотим свои ответы. И пришлось выбирать, кому уделять время: больше рассказывать об Ольге или же Штольце. Штольц здесь не уместен. Мы не собирались учить Обломова жизни. Мы решили, что просто его любим, и следовали за ним».

Свой следующий спектакль в театре Маяковского Карбаускис ставит, задействуя студентов третьего курса своей мастерской в ГИТИСе. Режиссёр возвращается к роману Уильяма Фолкнера «Когда я умирала» — спектакль по этому роману он уже ставил в 2004 году в Театре под руководством О. Табакова. Карбаускис сам написал инсценировку и новый спектакль с новым названием — «Йокнапатофа», премьера которого состоялась 19 декабря 2019 года, становится первой премьерой 97-го сезона в театре Маяковского.
Сам режиссёр своё возвращение к роману Фолкнера объяснил так:

«Этот спектакль я начинал еще на курсе Женовача, который потом стал Студией театрального искусства. Тогда в нем роль Вардамана играл Алексей Вертков, а Дюи Дэлл — Мириам Сехон. Но, так как я прервал педагогическую работу, спектакль не завершил. Но я задумывал его как студенческий. Начал его ставить в 2001 году, а в „Табакерке“ уже было продолжение работы. И вот сейчас, наконец, с третьей попытки свою идею я воплотил»

30 октября 2020 года Миндаугас Карбаускис впервые в России поставил спектакль «Семейный альбом» по пьесе австрийского прозаика и драматурга Томаса Бернхарда «Vor dem Ruhestand» (Перевод: «Перед отставкой» или «На покой»), написанную им в 1979 году. В основе спектакля «Семейный альбом», как и в самой пьесе, — история из реальной жизни, когда крупный государственный чиновник в Штутгарте был изобличен как ярый нацист, в прошлом — заместитель коменданта концлагеря. «События, известные всем извне, по сообщениям судебных хроникеров, Бернхард выворачивает к зрителю изнанкой, обнажая весь ужас, всю нечеловеческую сущность персонажей пьесы». В спектакле играют: Михаил Филиппов (Рудольф), Евгения Симонова (его сестра Вера) и Галина Беляева (его сестра Клара).
Свой десятый спектакль в театре им. В. Маяковского Миндаугас Карбаускис выпустил в десятый год своего художественного руководства. Премьера спектакля «Школа жён» по Мольеру в переводе Дмитрия Быкова состоялась 17 апреля 2021 года на большой сцене.
В главных ролях: Анатолий Лобоцкий (Арнольф), Наталья Палагушкина (Агнеса), Станислав Кардашев (Орас).
«Миндаугасу Карбаускису удалось поставить восхитительный спектакль талантливо, элегантно, стильно и изысканно, без тени пошлости и налёта вульгарности, без нудных нравоучений. Сюжет интригует и захватывает с первых мгновений, а мудрые жизненные истины и вечные ценности, которые струятся из уст героев, навевают множество мыслей, аналогий и ассоциаций», — написала корреспондент Юлия Бурулева в статье для «World Podium».
25 февраля 2022 года стало известно, что Карбаускис написал заявление об уходе по собственному желанию с должности художественного руководителя театра.
Про уход Карбаускиса театральный критик Влад Васюхин написал:

Последние несколько месяцев ходили упорные слухи, что с Карбаускисом не будет продлен контракт, может, поэтому он опередил департамент культуры Москвы и написал заявление «по собственному желанию». Срежиссировал свой уход. По сути хлопнул дверью.
Еще год назад, в апреле 2021 года, обычно немногословный и сдержанный, он написал пост:
«Пришли вести из департамента! Срок продлят, потому что менять не на кого! Но очень недовольны! До сих пор был уверен, что только я всем недоволен. И студентов своих, говорят, вам не получится взять в театр! А это уже провокация! Предупреждение об увольнении получил также директор театра Александр Сергеевич Стульнев. И вот тут я разозлился! Злость надо подавлять, конечно».

Мои инсайдеры говорят, будто Карбаускис хотел остаться теневым худруком и лоббировал на своё место молодого постановщика Анатолия Шульева. Был вариант, что театром станет руководить худсовет. Еще один сценарий — поставить во главе звезду труппы, народного артиста России Игоря Костолевского. Однако департамент культуры довольно быстро назначил на «свято место» 39-летнего Егора Перегудова.

После увольнения Миндаугас остался жить в Москве, планировал завершить и выпустить в театре Маяковского почти готовый свой спектакль по М.Салтыкову-Щедрину «Господа Головлёвы». Но новый худрук Егор Перегудов, назначенный в мае Департаментом культуры г. Москвы, не дал Карбаускису этого сделать.
Продолжая жить в Москве, 1 июля 2022 года Миндаугас написал в своих соцсетях:

«Я в ужасе от того, что нынешний худрук Театра Маяковского так и не посчитал нужным со мной встретиться или хотя бы позвонить. Можно ли что-то построить, не пожав прошлому руку? А я вот думал, что сделаю театр, который приятно будет принять другому худруку. И что он мне скажет: „Спасибо!“, а я ему: „Удачи!“».

## Роль в кино
- 1996 — «Žemės ar moteries (Земли или женщины)» — Рудис, режиссер Альгис Матулёнис

## Роли в театре
- 2000 — «Горячее сердце» А. Н. Островского — Барин с большими усами, режиссер Сергей Женовач, ГИТИС
- 2000 — «Гедда Габлер» Г. Ибсена — Эйлерт Левборг, режиссер Миндаугас Карбаускис, дипломная работа, ГИТИС

## Постановки в театре

### Дипломные спектакли
- 1999 — «Русалка» А. С. Пушкина
- 2000 — «Гедда Габлер» Г. Ибсена

### Московский театр Олега Табакова
- 2001 — «Долгий рождественский обед» Т. Уайлдера
- 2002 — «Лицедей» Т. Бернхарда
- 2003 — «Синхрон» Т. Хюрлимана
- 2004 — «Когда я умирала» У. Фолкнера
- 2004 — «Дядя Ваня» А. П. Чехова
- 2005 — «Рассказ о семи повешенных» Л. Н. Андреева[99]
- 2006 — «ПОХОЖДЕНИЕ, составленное по поэме Н. В. Гоголя „Мёртвые души“»[100]
- 2007 — «Рассказ о счастливой Москве» А. П. Платонова[101]

### Московский Художественный театр имени А. П. Чехова
- 2001 — «Старосветские помещики» Н. В. Гоголя
- 2003 — «Копенгаген» М. Фрейна

### Московский театр «Мастерская Петра Фоменко»
- 2005 — «Гедда Габлер» Г. Ибсена

### Российский академический молодёжный театр
- 2010 — «Ничья длится мгновение» И. Мераса[102][103]
- 2011 — «Будденброки» Т. Манна[104][105]

### Московский академический театр имени Владимира Маяковского
- 2012 — «Таланты и поклонники» А. Н. Островского (премьера 21 января 2012 года)
- 2012 — «Господин Пунтила и его слуга Матти» Б. Брехта (премьера 13 ноября 2012 года)
- 2013 — «Кант» (пьеса — Марюса Ивашкявичюса) (премьера 17 декабря 2013 года)
- 2015 — «Плоды просвещения» Л. Н. Толстого (премьера 21 февраля 2015 года)
- 2016 — «Русский роман» М. Ивашкявичюса (премьера 23 января 2016 года)
- 2017 — «Изгнание» М. Ивашкявичюса (премьера 3 февраля 2017 года)
- 2018 — «Обломов» И. Гончарова (премьера 21 декабря 2018 года)
- 2019 — «Йокнапатофа» У. Фолкнера (премьера 19 декабря 2019 года)
- 2020 — «Семейный альбом» Томаса Бернхарда (премьера 30 октября 2020 года)
- 2021 — «Школа жён» Мольера (премьера 17 апреля 2021 года)

## Признание и награды

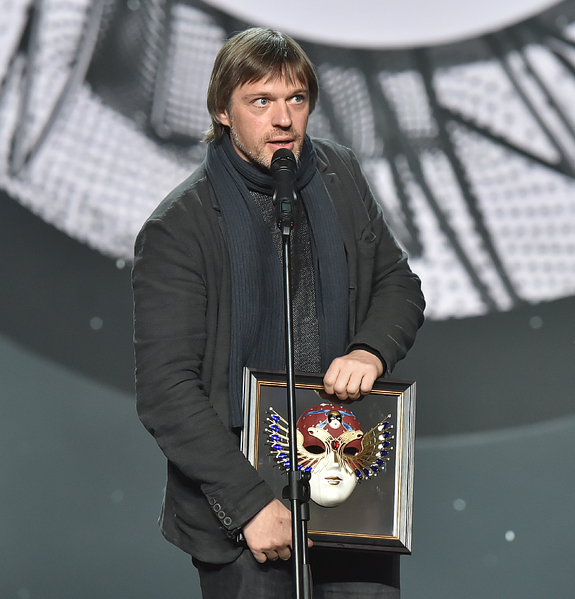
Миндаугас Карбаускис — Золотая маска — 2017

- 2001 — Лауреат молодёжной премии «Триумф».
- 2003 — Лауреат Благотворительного фонда Олега Табакова.
- 2004 — Лауреат премии им. К. С. Станиславского в номинации «Работа режиссёра».
- 2004 — Лауреат премии «Хрустальная Турандот» (за спектакль «Когда я умирала»).
- 2004 — Лауреат Благотворительного фонда Олега Табакова.
- 2005 — Лауреат национальной театральной премии «Золотая Маска» в номинациях «Драма/Работа режиссёра» (за спектакль «Когда я умирала»).
- 2005 — Лауреат национальной театральной премии «Золотая Маска» в номинациях «Драма/Спектакль малой формы» (за спектакль «Когда я умирала»).
- 2006 — Лауреат премии «Хрустальная Турандот» (за спектакль «Рассказ о семи повешенных»).
- 2006 — Золотой диплом Московского театрального фестиваля в номинации «Лучший спектакль» (за спектакль «Рассказ о семи повешенных»).
- 2006 — Лауреат Московской театральной премии СТД РФ «Гвоздь сезона» (за спектакль «Рассказ о семи повешенных»)
- 2006 — Лауреат Благотворительного фонда Олега Табакова.
- 2007 — Лауреат национальной театральной премии «Золотая Маска» в категории «Приз критиков и журналистов» (за спектакль «Рассказ о семи повешенных»).
- 2008 — Лауреат Национальной театральной премии «Золотая маска» в номинации «Драма/Работа режиссёра» (за спектакль «Рассказ о счастливой Москве»).
- 2010 — Лауреат Московской театральной премии СТД РФ «Гвоздь сезона» (за спектакль «Ничья длится мгновение»)
- 2010 — «Человек года 5770» в номинации «Театр» (за спектакль «Ничья длится мгновение») — Премия от Федерации еврейских общин России.
- 2011 — Лауреат премии им. К. С. Станиславского в номинации «Событие сезона» (за спектакль «Будденброки»).
- 2012 — Лауреат зрительской премии «ЖЖивой театр» в номинации «режиссёр: новая волна» (за спектакль «Будденброки»).
- 2012 — Лауреат премии «Звезда Театрала» в номинации «Лучший режиссёр» (за спектакль «Таланты и поклонники»).
- 2013 — Лауреат зрительской премии «ЖЖивой театр» в номинации «Режиссёр года: новая волна» (спектакли «Таланты и поклонники» и «Господин Пунтила и его слуга Матти»).
- 2013 — Спектакль «Таланты и поклонники» награждён премией СТД РФ «Гвоздь сезона».
- 2014 — Гран-при Московской театральной премии СТД РФ «Гвоздь сезона» за спектакль «Кант».
- 2016 — Театральная премия «МК» в номинации «Лучший спектакль» (Большая сцена) — за спектакль «Русский роман».
- 2017 — Лауреат национальной театральной премии «Золотая Маска» в номинациях «Драма/Спектакль большой формы» (за спектакль «Русский роман»).
- 2017 — Лауреат Московской театральной премии СТД РФ «Гвоздь сезона» (за спектакль «Русский роман»).
- 2017 — Лауреат премии «Звезда Театрала» в номинации «Лучший спектакль малой формы» (за спектакль «Изгнание»).
- 2020 — Премия города Москвы в области литературы и искусства — за создание спектаклей «Кант», «Плоды просвещения», «Русский роман», «Обломов», "Изгнание. Мой друг Фредди Меркьюри[106].

## Участие в документальных фильмах и телепередачах
- 2007 — «Лестница в небо». Документальный фильм.
- 2010 — «Люди и премьеры: Ничья длится мгновение». Телепередача. Автор — Александр Мягченков.
- 2013 — «Игорь Костолевский. Быть кавалергардом». Документальный фильм. Режиссёр Ирина Смирнова.
- 2019 — «Галина Анисимова. Юбилейный год». Документальный фильм. Режиссёр Зака Абдрахманова.